# Tolania humilis
Tolania humilis är en insektsart som beskrevs av Walker. Tolania humilis ingår i släktet Tolania och familjen hornstritar. Inga underarter finns listade i Catalogue of Life.